# 311.º Batallón Antiaéreo de Fortaleza de Reserva
El 311.º Batallón Antiaéreo de Fortaleza de Reserva (311. Reserve-Festungs-Flak-Abteilung (v)) fue una unidad militar de la Luftwaffe durante el Tercer Reich y la Segunda Guerra Mundial.

## Historia
Fue formado el 26 de agosto de 1939 en Tréveris con componentes del 31.º Batallón Antiaéreo de Fortaleza, con 1. - 10 Baterías.
Disuelto en julio de 1941:
- Grupo de Plana Mayor/311.º Batallón Antiaéreo de Fortaleza de Reserva pasó a Grupo de Planao Mayor/89.º Batallón Antiaéreo Ligero.
- 1.º Bat./311.º Batallón Antiaéreo de Fortaleza de Reserva pasó a 1.º Bat./497.º Batallón Antiaéreo de Reserva
- 2.º Bat./311.º Batallón Antiaéreo de Fortaleza de Reserva pasó a 2.º Bat./497.º Batallón Antiaéreo de Reserva
- 3.º Bat./311.º Batallón Antiaéreo de Fortaleza de Reserva pasó a 1.º Bat./296.º Batallón Antiaéreo de Reserva
- 4.º Bat./311.º Batallón Antiaéreo de Fortaleza de Reserva pasó a 3.º Bat./497.º Batallón Antiaéreo de Reserva
- 5.º Bat./311.º Batallón Antiaéreo de Fortaleza de Reserva pasó a 2.º Bat./493.º Batallón Antiaéreo de Reserva
- 6.º Bat./311.º Batallón Antiaéreo de Fortaleza de Reserva pasó a 1.º Bat./989.º Batallón Antiaéreo Ligero
- 7.º Bat./311.º Batallón Antiaéreo de Fortaleza de Reserva pasó a 1.º Bat./834.º Batallón Antiaéreo Ligero
- 8.º Bat./311.º Batallón Antiaéreo de Fortaleza de Reserva pasó a 1.º Bat./734.º Batallón Antiaéreo Ligero
- 9.º Bat./311.º Batallón Antiaéreo de Fortaleza de Reserva pasó a 1.º Bat./728.º Batallón Antiaéreo Ligero
- 10.º Bat./311.º Batallón Antiaéreo de Fortaleza de Reserva pasó a 1.º Bat./980.º Batallón AntiaéreoLigero de Reserva

## Servicios
- agosto de 1940: en Guernsey (solamente partes).
- noviembre de 1940: en Coblenza (10.º Bat./311.º Batallón Antiaéreo de Fortaleza de Reserva)